# 통상교섭본부장
통상교섭본부장(通商交涉本部長)은 통상교섭본부를 대표하는 직위로, 차관급 정무직 공무원으로 보한다.

## 역할
- (산업통상자원부와 그 소속기관 직제 제14조의2제1항) 통상교섭본부는 외국과의 통상, 통상교섭 및 통상교섭에 관한 총괄·조정, 무역, 외국인 투자에 관한 기능을 수행한다.
- (산업통상자원부와 그 소속기관 직제 제14조의2제2항) 통상교섭본부장은 통상대표로서의 기능을 수행한다.

## 역대 본부장

### 외교통상부 통상교섭본부장
| 정부        | 대수           | 이름                              | 임기                              | 직급   |
| ----------- | -------------- | --------------------------------- | --------------------------------- | ------ |
| 김대중 정부 | 초대           | 한덕수(韓德洙)                    | 1998년 3월 8일 ~ 2001년 2월 21일  | 장관급 |
| 김대중 정부 | 2대            | 황두연(黃斗淵)                    | 2001년 2월 21일 ~ 2004년 7월 28일 | 장관급 |
| 노무현 정부 | 2대            | 황두연(黃斗淵)                    | 2001년 2월 21일 ~ 2004년 7월 28일 | 장관급 |
| 3대         | 김현종(金鉉宗) | 2004년 7월 28일 ~ 2007년 8월 8일  |                                   | 장관급 |
| 4대         | 김종훈(金宗壎) | 2007년 8월 8일 ~ 2011년 12월 30일 |                                   | 장관급 |
| 4대         | 김종훈(金宗壎) | 2007년 8월 8일 ~ 2011년 12월 30일 | 이명박 정부                       | 장관급 |
| 5대         | 박태호(朴泰鎬) | 2012년 1월 2일 ~ 2013년 3월 23일  |                                   | 장관급 |

### 산업통상자원부 통상교섭본부장
| 정부        | 대수 | 이름           | 임기                              | 직급   |
| ----------- | ---- | -------------- | --------------------------------- | ------ |
| 문재인 정부 | 초대 | 김현종(金鉉宗) | 2017년 7월 31일 ~ 2019년 2월 28일 | 차관급 |
| 문재인 정부 | 2대  | 유명희(兪明希) | 2019년 3월 1일 ~ 2021년 8월 5일   | 차관급 |
| 문재인 정부 | 3대  | 여한구(呂翰九) | 2021년 8월 6일 ~ 2022년 5월 10일  | 차관급 |
| 윤석열 정부 | 4대  | 안덕근(安德根) | 2022년 5월 10일 ~ 2024년 1월 4일  | 차관급 |
| 윤석열 정부 | 5대  | 정인교(鄭仁敎) | 2024년 1월 10일 ~ 2025년 6월 11일 | 차관급 |
| 이재명 정부 | 16대 | 여한구(呂翰九) | 2025년 6월 11일 ~                 |        |

## 같이 보기
- 산업통상자원부
- 산업통상자원부 장관
- 산업통상자원부 차관
- 산업통상자원부 차관보